# Simon I. (Lippe)
Simon I. zur Lippe (* um 1261; † 10. August 1344) war von 1273 bis 1344 Landesherr der Herrschaft Lippe.

## Leben
Er ist ein Sohn von Bernhard IV. und Agnes von Kleve. Er ist der Großneffe von Simon I., einem Bischof von Paderborn.
Im Jahr 1302 erlitt er in einer territorialen Auseinandersetzung gegen die Bischöfe von Münster, Osnabrück und Paderborn sowie den Grafen zu Ravensberg und die Stadt Herford eine Niederlage. In deren Folge musste er die ihm gehörende Burg Enger schleifen. Der Grund für die Auseinandersetzungen waren Klagen über seine angeblichen Raubzüge, von denen hauptsächlich das Stiftsgebiet von Osnabrück betroffen war. Es kam zu einem Bündnis zwischen Ludwig von Ravensberg (Bischof von Osnabrück), seinem Bruder Graf Otto von Ravensberg, den Bischöfen von Paderborn, Münster und der Stadt Herford. Zuerst wurde er in seiner Burg 1302 eingeschlossen und belagert, bis das Bauwerk schließlich eingenommen wurde. Simon I. wurde gefangen genommen und im Osnabrücker Bucksturm festgehalten. Nach anderthalb Jahren kam er frei. Ihm wurde zur Auflage gemacht, die Burg zu schleifen.
Im Jahr 1323 erweiterte er das Territorium durch den Erwerb der Burg Varenholz und des Gogerichts Langenholzhausen. Unter seiner Regentschaft erlangte die Herrschaft Lippe ihre größte territoriale Ausdehnung.

## Ehe und Nachkommen
Er heiratete am 24. November 1276 Adelheid von Waldeck, Tochter des Junkers Heinrich III. von Waldeck. Ihre Kinder waren:
- Bernhard (1277–1341), Fürstbischof von Paderborn 1321–1341
- Hermann († ca. 1324), Kleriker
- Heinrich († ca. 1336), Dompropst in Minden und Domscholaster in Münster
- Diedrich († nach 8. September 1326), Ritter im Deutschen Orden
- Simon († 1334), Domherr in Münster begraben im Kloster Marienfeld
- Bernhard V. (* um 1290; † vor 1365), Herr von Lippe (Rheda) 1344–1365  ⚭ Richarda von der Mark (von Saffenberg)
- Adolf
- Mechthild († nach 9. April 1366), ⚭ ca. August 1310 Graf Johann II. von Bentheim († 1332)
- Adelheid (1298–1324), ⚭ (ca. 29. September 1324 ?) Hermann II. von Everstein (vor 1305– nach 1350)
- Otto (* um 1300, † um 1360), Herr von Lippe in Lemgo 1344–1360 ⚭ Irmgard von der Mark
- Hedwig (* vor 1313; † nach 5. März 1369), ⚭ Adolf VII. von Holstein-Schauenburg († 1352)
- Lyse

## Einzelbelege
1. ↑  Gustav Engel: Dorf, Amt und Stadt Enger. Ein Beitrag zu ihrer Geschichte. Gekürzter, ergänzter und in mehreren Teilen berichtigter Wiederabdruck aus: Enger, ein Heimatbuch zur Tausendjahrfeier der Widukindstadt, 1948. Stadt Enger, Enger 1981, S. 37f. (Beiträge zur Stadtgeschichte. Stadt Enger 1, ZDB-ID 2115330-9).

| Vorgänger    | Amt                      | Nachfolger  |
| ------------ | ------------------------ | ----------- |
| Bernhard IV. | Herr zur Lippe 1273–1344 | Otto        |
| Bernhard IV. | Herr von Rheda 1273–1344 | Bernhard V. |

| Personendaten    | Personendaten                               |
| ---------------- | ------------------------------------------- |
| NAME             | Simon I.                                    |
| ALTERNATIVNAMEN  | Simon I. zur Lippe                          |
| KURZBESCHREIBUNG | Landesherr der Herrschaft Lippe (1273–1344) |
| GEBURTSDATUM     | um 1261                                     |
| STERBEDATUM      | 10. August 1344                             |